# 米哈伊洛·博伊丘克
米哈伊洛·利沃维奇·博伊丘克（羅馬化：Mykhailo Lvovych Boichuk；1882年10月30日—1937年7月13日），烏克蘭畫家，為被處決的文藝復興時期的代表性藝術家，其藝術風格被稱為博伊丘克主義或新拜占庭主義。

## 生平
博伊丘克於1882年出生於奧匈帝國的羅曼尼夫卡（今屬烏克蘭捷爾諾波爾州），曾於利維夫（時屬奧匈帝國）向畫家尤利安·潘克維奇學習繪畫，隨後入讀克拉科夫美术学院（今馬泰依科美術學院），於1905年畢業，此外他也曾在慕尼黑、維也納等地的美術學院學習。1905年博伊丘克的畫作在利維夫的一座畫廊展示，1907年在慕尼黑的畫廊也有展出。1907年至1910年博伊丘克居住於巴黎，開設自己的工作室並招收學生，此時期他與費利克斯·瓦洛頓、保羅·塞律西埃和莫里斯·丹尼等畫家一起工作，並受到他們的影響，1910年博伊丘克在巴黎的獨立藝術家協會舉辦畫展，展示他與學生拜占庭復興風格的畫作。同年博伊丘克回到利維夫，在利沃夫博物館工作，翌年他旅行至俄羅斯帝國，第一次世界大戰爆發後因身為奧匈帝國國民而被拘留，戰後則留在基輔。
1917年，博伊丘克成為基輔國家視覺藝術與建築學術院的創辦人之一，他在此教授壁畫與鑲嵌藝術，並於1920年成為學院的院長。1925年他與他人共同創辦烏克蘭革命藝術協會。大清洗時期，藝術協會遭到解散，博伊丘克於1936年被捕，被控為梵蒂岡特務，在獄中受到虐待，於隔年7月13日和其學生伊萬·帕達爾卡與瓦西里·謝德利亞爾一起被處決，四個月後其妻子索菲娅·纳列平斯卡娅-博伊丘克也被處決。

## 作品
一批跟隨博伊丘克工作、學習的藝術家被稱為博伊丘克主義者，包括其弟季莫菲·博伊丘克、伊萬·帕達爾卡等，其畫作風格融合了烏克蘭傳統藝術、拜占庭藝術與文藝復興早期藝術，也有學者將其風格稱為新拜占庭主義。博伊丘克的許多作品（主要為壁畫）都在他遭處決後被摧毀，他存放於利沃夫博物館的一些作品也在第二次世界大戰後被毀。僅有少數畫作保存至今。
1919年，博伊丘克和一些學生創作了國立烏克蘭歌劇院的壁畫，1921年創作哈爾科夫歌劇院的壁畫，1923年創作第一屆全俄羅斯家庭工業與農業展中烏克蘭展館的壁畫。後期他的風格轉向社會主義現實主義。

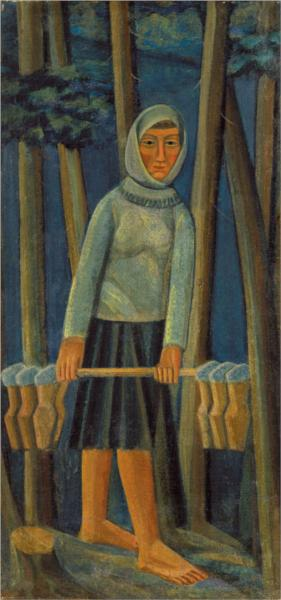
擠奶女工
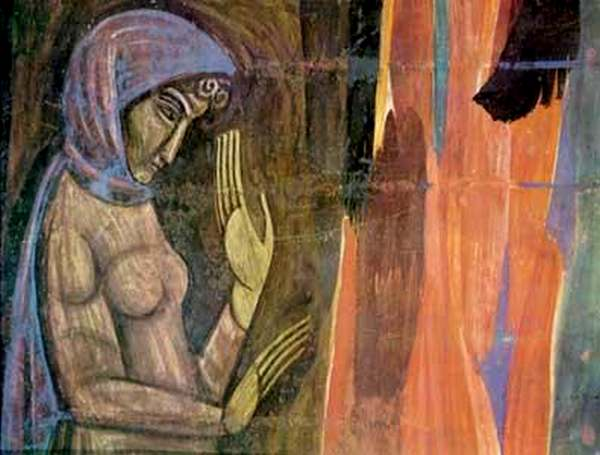
一名女孩
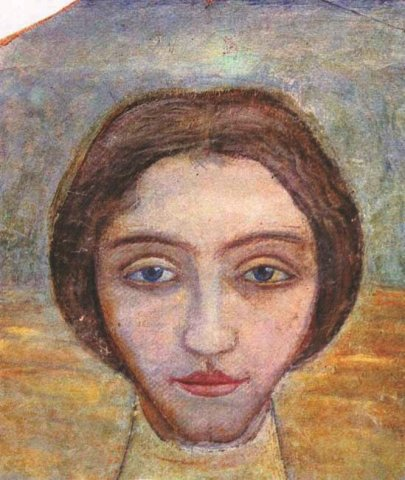
一名婦女
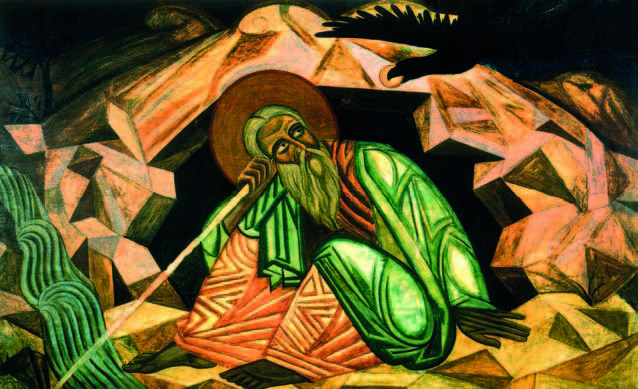
先知以利亞

## 紀念
1990年設立的捷爾諾波爾州米哈伊爾·博伊丘克藝術獎即是以博伊丘克為名，由捷爾諾波爾州議會頒予有重大貢獻的藝術家。2018年，基輔國立裝飾與應用設計學院被冠以博伊丘克之名。2020年，有志願者整修了博伊丘克在羅曼尼夫卡的故居，並計劃將其整建成博物館供訪客參觀。